# Артемида
Артемида (на старогръцки: Ἄρτεμις) е древногръцката богиня на лова и богиня на женското целомъдрие (класическата представа за Артемида е като за девица), покровителка на всичко живо на Земята. За неин еквивалент в древноримската митология се счита Диана. В митологията на етруските също присъства подобно божество, наречено Артуме.

## Легенди за Артемида
Артемида е сестра-близначка на бога на изкуствата и мъдростта Аполон. Техни родители са титанка от второ поколение Лето (Латона) и Зевс – богът на гръмотевиците. Диана се ражда първа и помага в израждането на брат си. Все пак основна роля в раждането, както на Аполон, така и на Артемида, има богинята Илития (без чиято помощ, според митологията, ражданията не се случват), а Лето е подпомогната и от редица други божества, сред които и Посейдон.
В мита, докато е бременна, Лето е тормозена от свръхестествено същество, известно като Питон/Делфиний. Впоследствие отношенията между него и новите богове са враждебни. Както за Делфиний, така и за Титий, син на Елара, който също преследва титанидата, но след раждането на децата ѝ, това завършва по ужасен начин, което вероятно отразява изместването на техните култове от тези на новите божества. Скрит в дълбините на Земята (негова майка – както и на Питон – е Гея) или тикнат в Аид (Подземното царство), Титий е непрекъснато разкъсван от огромна змия/змей/дракон или от 2 гарвана, докато от своя страна Делфиний след смъртта си гние в дълбока дупка под Делфийския оракул.
Освен това, преследвана от ревността на Хера/Юнона (съпругата на Зевс/Юпитер), Лето ги ражда на единственото място, на което ѝ е позволено – остров Делос, който се носи според легендата свободно по морските вълни до момента, в който тя не идва на него. Предполага се, че първоначалното име на този остров е Ортигия (персонифициран от богинята Астерия), която също е споменавана като място на раждането на Артемида, но тъй като съществува и друг остров с това име (край остров Сицилия, в землището на град Сиракуза), той също може да е свързан с тези легендарни събития.
Богинята е прочута, както със своята красота, така и с агресивността си, особено когато чувства своето или на някоя от спътничките си целомъдрие застрашено. Тя е въоръжена със сребърен лък, който използва – подобно на Аполон – за да сее смърт (със стрели, изработени от циклопите), сред разгневилите я. Така загива потомството на Ниоба, царицата на Тива в Беотия. В други случаи Диана си служи с проклятия и магии, например срещу осмелилия се да я съзерцава гола ловец Актеон и срещу нимфата Калисто, нейна съперница по хубост и нарушителка на обета за девственост, даван от дружките ѝ. Тя използва и разни чудовищни и демонични създания, като Киринейската кошута и Калидонския глиган.  Също така като причина за нейните жестокости е сочено и съперничеството ѝ с други богове, по-специално с Афродита, чийто възлюбен Адонис, според една от легендите за него, погубва като отмъщение за сходно отношение на богинята на любовта към нейния пък фаворит на име Иполит. Съперничеството между двете богини е представяно като произтичащо от противоречието между техните функции и вероятно е било обяснявано и с това, че Артемида се счита неуязвима за стрелите на Купидон. Все пак в легендите за нея не липсва и мотивът за нейните еротични увлечения. Понякога нейни жертви стават и хора, в които е влюбена, например великанът Орион, който е застрелян от нея, докато се бори с един гигантски скорпион (в друга версия, животното, превърнато впоследствие в съзвездието Скорпион, само убива ловеца).
Образът на Артемида като кръвожадна богиня е свързван и с историите около раждането на Асклепий/Ескулап (богът-лечител), чиято майка Коронида, според една от версиите, застрелва с лъка по желание на своя брат Аполон, който ревнува момичето негова любовница от смъртен човек на име Исхий. Според легендата, когато е простреляна със стрела, младата принцеса е още бременна и впоследствие нероденият бог е спасен по магически (или може би – по хирургически) път, докато трупът ѝ изгаря на погребална клада, което може да се дължи на възприемане на Артемида и като причинителка на родилната треска и въобще на смъртта по време на раждане. 
Тя е, като Артемида Ефеска, покровителка на амазонките. По време на Троянската война, боговете близнаци воюват на страната на троянците, но Артемида е надвита от подкрепящата ахейците Хера.

## Култ към Артемида
Светилищата на Артемида Лимнатис („блатна“) често се намират в близост до извори и блата (свързан с митологията пример за това е храмът край обиталището на Стимфалийските птици) и символизират плодородието. Култът към Артемида е разпространен повсеместно в Древна Гърция, но вероятно отначало среща съпротива, във връзка с което са и легендите за хора, които се осмеляват да оспорват значимостта ѝ, като царица Ниоба или царя на Калидон Ойней или да отнемат моминството на девите-ловджийки, като Мелеагър/Меланион, който се жени за Аталанта. Въпреки че влиза в числото на Олимпийските богове като божество от второто им поколение Артемида вероятно е почитана и от автохтонното население на Древна Гърция. Култове към нея може да са били разпространени из цялото Средиземноморие още от преди преселването на гръцките племена в южните части на Балканския полуостров.
В Пелопонес е почитана като Артемида Ортия. Установяването на общ култ към богинята спомага за единството на четирите града: Месоя, Лимнай, Кинсура и Питана (към които се прибавя и селището/племето Егида), - в резултат на чието обединение е образувана дорийската Древна Спарта. Най-известният й храм е Ефеският храм (построен вместо изгорения от Херострат и считан за едно от Седемте чудеса на света), в град Ефес, Мала Азия, където почитат Артемида като многогърда богиня, покровителка на раждането (виж статуята на Артемида от Ефес, върху която са показани и редица свещени за богинята животни като малки фигурки по дрехите ѝ). Тази форма на богинята е известна и с организираната около нейния образ ритуална проституция.
На Артемида е приписвана роля на причинителка на естествената смърт на жените (както на Аполон – на мъжете), но е считана и за благодетелка на жените, а особено помощница на родилките, както и за пазителка на децата и въобще на младите хора. Според митологията тя дарява щастие в брака. Преди сватба ѝ принасят изкупителна жертва (за химена на булката). Това е можел да бъде символичен дар, като кичур от косата, както и любимите играчки или детското облекло на момичето. За да облагоприятства ражданията, са изгаряли в нейна чест дрехите на умрели при раждане жени.
Свещени растения за Артемида са амарант, асфодел и кипарис. Жертвени животни, посвещавани на Артемида, са свещените за нея диво прасе, елен, козел, коза и токачка. Други животни, явяващи се елемент от култа ѝ, са животните ползвани от хората при лов (кучета) или умели ловци, като мишелови. Нейните собствени ловни кучета според митологията са ѝ подарък от бог Пан.
На Артемида Таврическа/Тавриола са се принасяли човешки жертви. Пример за това в митологията е съдбата на Ифигения - щерка на микенския цар Агамемнон, който – убеден от гадателя Калхас – се съгласява да я убие в угода на богинята. Все пак тя оцелява и става нейна жрица. По-късно нейният брат Орест я посещава в далечната страна Таврида, където той получава и пренася в Гърция ксоанон – примитивен идол, издялан от парче дърво – на Артемида (наричана от местните жители и Дева), а самата Ифигения се мести в Браурон/Браврон (Атика). 
Неин символ е Луната. Във връзка с това е отъждествявана с богинята Селена. Също така е била свързвана и с култа към Деметра и понякога отъждествявана с нейната дъщеря Прозерпина (Персефона) или възприемана като дъщеря на Прозерпина, както и като своеобразен събирателен образ на трите лица на Хеката (имаща важна роля в мита за търсенето и намирането на Персефона от майка ѝ в Хадес – тя огрява пътя ѝ със своите факли). Изглежда отначало Артемида е била божество на всичко тайнствено и скрито, както и на входовете и подстъпите към такива места, като горски дебри, пещери, пропасти, планински върхове, отвори на вулкани, разпростряно по пътя на абстракцията и върху почвата, нощното небе и женското тяло.
Артемида е отъждествявана и с Потния Терон – повелителката на зверовете на остров Крит. Етимологията на името ѝ води до – „меча (като мечка) богиня“, „убийца“. Древната Артемида не е само ловджийка, но и мечка. Остатъци от тотемичните представи за нея са запазени в някои ритуали. В Браурон жриците на Артемида Браврония в ритуалните си танци надяват мечи кожи, наричайки се „мечки“. В друг ритуал, практикуван от малки момичета (5-10 годишни), те са били оприличавани на малки мечета. Друга богиня, с която Артемида е свързвана, е Ищар. Освен това тя има и много епитети, ползвани на местно ниво, които отбелязват близостта ѝ с различни регионални култове, например към критската богиня Бритомартис/Диктина, към Дафне (любимата на Аполон), Пейто (богинята на убеждаването и благосклонността), Синтия (лунната богиня на остров Делос). Наричана е и с имена като Агорея, Арицина, Ангелос, Базилея, Делия, Делфиния, Мелиса, Сотерия, Сарония, Феба,  Ферея, Пития, изтъкващи високата степен, в която в древността хората са разчитали на нея за своето благополучие.
Един от епитетите на Артемида е Протирея („намираща се пред вратата“, „в преддверието“), тъй като тя е винаги готова да се притече на помощ. Съществува Орфеев химн „Към Протирея“. Идентифицира се още  с Илития като помощница на родилките. В римската митология нейно съответствие е Луцина.